# Karolina Šprem
Karolina Šprem (født 25. oktober 1984 i Varaždin, Jugoslavien) er en professionel tennisspiller fra Kroatien.